# Systemprogrammierung
Als Systemprogrammierung bezeichnet man das Erstellen von Softwarekomponenten, die Teil des Betriebssystems sind oder die eng mit dem Betriebssystem bzw. mit der darunter liegenden Hardware kommunizieren müssen. Der Personenkreis, der Systemsoftware entwickelt, wird als Systemprogrammierer bezeichnet.

## Aufgabenfelder
Systemnahe Software dient als Abstraktionsschicht zwischen einer Applikation und dem Betriebssystem. Diese Schicht erleichtert den Zugriff auf die sehr einfach gehaltenen Betriebssystemfunktionen. Aus Performance- und Sicherheitsgründen ist der Zugriff auf das Betriebssystem auf das Notwendige beschränkt. Der Programmierer muss sich selbst um Synchronisation (z. B. mittels Semaphore oder Shared Memory) und Interprozesskommunikation kümmern. Die Programmierung auf Betriebssystemebene ist dadurch umständlich und fehleranfällig.
Im Gegensatz dazu bevorzugen Applikationsentwickler Schnittstellen, die schnell, fehlertolerant und leicht zu verwenden sind. Bei Applikationsprogrammierern steht die Funktionalität im Vordergrund, während ein Systemprogrammierer Aspekte wie Effizienz und Robustheit besonders berücksichtigen muss. Alle Hochsprachen kapseln die Funktionen der Systemprogrammierung, was eine effektive Anwendungsprogrammierung mit hohem Abstraktionsgrad ermöglicht, jedoch im Bereich der systemnahen Programmierung nicht zielführend ist.
Ein weiteres Beispiel für systemnahe Anwendungen sind Datenbankmanagementsysteme. Datenbanken benötigen einen sehr schnellen Zugriff auf Hardwareressourcen. Der Umweg über die Entwicklungs-APIs ist dabei nicht nur ein zusätzlicher Kostenfaktor. Solche APIs sind für die Bedürfnisse bestimmter Applikationen auch ungeeignet. Implementierungen von Datenbanken bevorzugen daher, selbst direkt mit dem System zu kommunizieren.
Systemprogrammierung wird häufig in Sprachen wie C, C++ oder Assembler durchgeführt. Hochsprachen wie Pascal führen häufig zu großen und wenig effizienten Programmen, die für die systemnahe Programmierung ungeeignet sind. Ausnahmen bilden hier einige eingebettete Systeme, die direkt in Java programmiert werden können. C ist zwar selbst auch eine Hochsprache, bietet aber die Möglichkeit, Assembler-Befehle über Inline-Assembler direkt ins Hochsprachenprogramm einzubinden und z. B. Variablen direkt mit ihren symbolischen Namen abzufragen, die sonst umständlich über den Stapelspeicher übergeben werden müssten.

## Systemprogrammierer
Systemprogrammierer sind Programmierer, die Systemsoftware entwickeln und warten. Dies geschieht zumeist im kommerziellen Rahmen.
Im Informatikstudium werden an vielen Universitäten die Inhalte der Systemprogrammierung gelehrt. Dies umfasst die Grundkenntnisse der maschinennahen Programmierung und des Aufbaus und der Funktionsweise von Betriebssystemen. Auch in der Ausbildung zum IT-Fachinformatiker und in ausgewählten Berufsfachschulen werden Systemprogrammierer im Rahmen der dualen Ausbildung ausgebildet.
Je nach Typ des Unternehmens haben Systemprogrammierer unterschiedliche Aufgaben:
- Setzt das Unternehmen gekaufte Software (z. B. von einem Softwarehersteller) ein, hat der Systemprogrammierer die Aufgabe, die gekaufte Software so zu erweitern, zu verändern bzw. zu konfigurieren (Customizing), dass die Funktion der Software im Unternehmen eingesetzt werden kann.
- Ist das Unternehmen ein Softwarehersteller, der Systemprogramme verkauft, oder ein Hardwarehersteller, der seine Geräte mit spezieller Systemsoftware ausliefert, hat der Systemprogrammierer die Aufgabe, die Systemprogramme zu entwickeln.

Im Gegensatz zum Anwendungsprogrammierer muss ein Systemprogrammierer fundierte Kenntnisse über die internen Abläufe innerhalb des Systems haben. Hierzu gehören unter anderem die Themen Prozessverwaltung und -synchronisierung, Speicherverwaltung, Semaphore, Dateisysteme, Eingabe- und Ausgabekanäle, Rechteverwaltung und Netzwerktechnik. Da Systemprogramme in vielen Fällen nicht über eine GUI verfügen, muss auf Betriebssicherheit und Fehlertoleranz besonders geachtet werden.